# Telaga Tujuh (Langsa Barat)
Telaga Tujuh is een bestuurslaag in het regentschap Langsa van de provincie Atjeh, Indonesië. Telaga Tujuh telt 1629 inwoners (volkstelling 2010).